# Рудне тіло
Рудне тіло (рос. рудное тело, англ. ore body; нім. Erzkörper m) — обмежені скупчення руди, приурочені до відповідного структурно геологічного елемента чи комбінації таких елементів. За формою виділяють ізометричні (рівні у всіх напрямках: штоки, штокверки, гнізда), плоскі (рудні пласти та жили), витягнуті в одному напрямку (рудні труби).